# Zuzana Hlavoňová
Zuzana Hlavoňová, rozená Kováčiková (* 16. dubna 1973, Šaľa, Československo) je bývalá česká atletka, jejíž specializací byl skok do výšky.

## Život
Rodačka ze slovenské Šaľy se do Čech dostala v rámci studia na střední škole v Brně, kde trénovala výšku pod vedením Stanislava Joukala.
Později přestoupila do pražské Sparty pod vedení Jaroslava Kováře. V Praze však bydlet nezůstala. Pravidelně dojížděla na tréninky z Brna, kde měla trvalý pobyt. Díky němu při rozdělení Československa v roce 1993 získala české občanství. „Zůstala jsem v Brně kvůli budoucímu manželovi, škole a trenérovi, u kterého jsem nahlásila trvalé bydliště. Kdo měl stálý pobyt na českém území a byl Slovák, mohl se rozhodnout, které občanství si vezme. Dávali ho na úřadech tenkrát každému.“
V současnosti je odbornou asistentkou na Masarykově univerzitě v Brně.
Je vdaná a má dva syny.

## Kariéra
Jejími největšími úspěchy jsou stříbrná medaile z halového MS 1999 v Maebaši a stříbro z halového ME 2000 v Gentu.
Třikrát reprezentovala na letních olympijských hrách. Poprvé na hrách v roce 1996 v Atlantě, kde ve finále skončila na jedenáctém místě (193 cm). Stejné umístění zopakovala také na letní olympiádě v australském Sydney, kde překonala 190 cm. Sítem kvalifikace neprošla na olympiádě v Athénách 2004, kde třikrát shodila 189 cm. Dvakrát byla jedenáctá také na mistrovství Evropy v Helsinkách 1994 a v Budapešti 1998. V roce 1999 skončila společně s Kajsou Bergqvistovou a Tishou Wallerovou čtvrtá na světovém šampionátu ve španělské Seville.
Je jedinou českou výškařkou, která překonala dvoumetrovou hranici. 5. června 2000 v Praze skočila rovné dva metry, což se prozatím žádné další české výškařce nepodařilo.
Svoji vrcholovou formu se jí nepodařilo zúročit na olympijských hrách v Sydney v roce 2000. Ten rok zariskovala v rámci přípravy a ke svému dlouholetému trenérovi Kovářovi přibrala i Michala Pogányho. Ten se měl starat o její kondiční připravenost. Tento krok se však ukázal jako nepříliš dobrý. V olympijském roce sice skočila poprvé a naposled dva metry, ale její výkonnost neměla stabilní. Odlišný systém fyzické přípravy jí rozhodil techniku, se kterou se ne vždy na závodech potkala. Byla schopná atakovat dva metry v jednom závodě a v dalším neskočit základní výšku. V listopadu, po nezdařeném vystoupení na hrách, ukončila s Pogánym spolupráci.
V lednu 2001 oznámila, že očekává narození potomka a vynechá celou sezónu.
Po mateřské dovolené se již nedokázala vrátit do formy, při které pravidelně atakovala výšku dvou metrů. Po nepodařené kvalifikaci na olympijských hrách v Aténách v roce 2004 ukončila aktivní kariéru.

## Úspěchy
| Rok  | Závod                              | Místo               | Umístění    | Výkon  |
| ---- | ---------------------------------- | ------------------- | ----------- | ------ |
| 1991 | Mistrovství Evropy juniorů         | Soluň, Řecko        | 11.         | 1,79 m |
| 1992 | Mistrovství světa juniorů          | Soul, Jižní Korea   | 12.         | 1,81 m |
| 1994 | Halové ME 1994                     | Paříž, Francie      | 12.         | 1,80 m |
| 1994 | Mistrovství Evropy v atletice 1994 | Helsinky, Finsko    | 11.         | 1,85 m |
| 1995 | Mistrovství světa v atletice 1995  | Göteborg, Švédsko   | kvalifikace | 1,85 m |
| 1996 | Halové ME 1996                     | Stockholm, Švédsko  | 12.         | 1,80 m |
| 1996 | Letní olympijské hry 1996          | Atlanta, USA        | 11.         | 1,93 m |
| 1997 | Halové MS 1997                     | Paříž, Francie      | kvalifikace | 1,90 m |
| 1997 | Mistrovství světa v atletice 1997  | Athény, Řecko       | kvalifikace | 1,85 m |
| 1997 | Univerziáda                        | Sicílie, Itálie     | 6. =        | 1,91 m |
| 1998 | Halové ME 1998                     | Valencie, Španělsko | 5.          | 1,92 m |
| 1998 | Mistrovství Evropy v atletice 1998 | Budapešť, Maďarsko  | 11.         | 1,85 m |
| 1999 | Halové MS 1999                     | Maebaši, Japonsko   | 2.          | 1,96 m |
| 1999 | Mistrovství světa v atletice 1999  | Sevilla, Španělsko  | 4. =        | 1,96 m |
| 1999 | Finále Grand Prix                  | Mnichov, Německo    | 2. =        | 1,96 m |
| 2000 | Halové ME 2000                     | Gent, Belgie        | 2.          | 1,98 m |
| 2000 | Letní olympijské hry 2000          | Sydney, Austrálie   | 11.         | 1,90 m |
| 2004 | Halové MS 2004                     | Budapešť, Maďarsko  | kvalifikace | 1,86 m |
| 2004 | Letní olympijské hry 2004          | Athény, Řecko       | kvalifikace | 1,85 m |

## Osobní rekordy
- hala - (198 cm - 26. února 2000, Gent)
- venku - (200 cm - 5. června 2000, Praha) - NR

## Domácí tituly
- hala - 6x - 1994 (184 cm), 1996 (192 cm), 1997 (188 cm), 1998 (187 cm), 1999 (197 cm), 2000 (191 cm)
- venku - 8x - 1994 – 1997, 1999 – 2000, 2002 – 2003)